# Flux FM
Flux FM is een commerciële radiozender die per livestream via het internet en in Berlijn, Bremen en Stuttgart in de ether kan worden ontvangen. Voor elke uitzendlocatie zendt men zelfstandige regionale programma's uit. De uitzendingen worden in de duitse- en Engelse taal uitgezonden.
De zender zond in het verleden onder de naam Motor FM uit. Op 23 augustus 2011 hernoemde de zender zich als gevolg van een ondernemingsstrijd. Tot die tijd werd de merknaam uitsluitend voor tijdelijke evenementenprogramma's van Motor FM gebruikt. Flux FM is onderdeel van het Plattform für regionale Musikwirtschaft GmbH, dat voor het grootste deel in eigendom is van m2m Verwaltungs GmbH.
Flux FM heeft zich gespecialiseerd in muziekrichtingen als alternatief, indie, punk en electro. Daarnaast schenkt men extra aandacht aan in Duitsland wonende artiesten.

## Geschiedenis
Flux FM werd in 2004 door de voormalig MTV-managers Rübsamen, Kühn en Tim Renner als joint venture tussen m2m en Motor Entertainment onder de naam Motor FM opgericht. In 2007 nam m2m de meerderheid van de aandelen in de zender over.
Herfst 2004 ging Motor FM voor het eerst op de alleen in de Berlijnse binnenstad ontvangbare frequentie 104,1 MHz op zender. Na de succesvolle aanvraag voor de begin 2005 uitgeschreven frequentie 106,8 MHz, zond Motor FM vanaf 1 februari 2005 vijf maanden lang met een 24-uurs programma uit. Vanaf juli 2005 werden de uitzendtijden gereduceerd tot de officieel toegewezen uitzendtijden van 21 tot 6 uur, omdat vanaf dat moment in de overige uren de kinderzender Radio Teddy uit ging zenden.
Na het faillissement van de commerciële zender Hundert,6 schreef de Medienanstalt Berlin-Brandenburg de zenderlicentie voor de frequentie 100,6 MHz opnieuw uit. Winnaar van deze licentie in de uitgifteprocedure was Motor FM, samen met de Netzeitung. Op 1 februari 2006 ging Motor FM 24 uur per dag op de nieuwe frequentie onder de naam 100,6 Motor FM op zender.
In Stuttgart is Flux FM sinds maart 2005 op 97,2 MHz te horen, waarbij er 's middags en 's avonds een lokaal venster te horen is.
Op 4 maart 2010 vergaf de Bremische Landesmedienanstalt de uitgeschreven Bremer stadsfrequentie 97,2 MHz aan het Plattform für regionale Musikwirtschaft GmbH. De oorspronkelijk geplande start in de zomer van 2010 vond echter daadwerkelijk plaats op 1 maart 2011.
Op 23 augustus 2011 werd de naam Motor FM in Flux FM veranderd.